# Svea torn
Svea Torn är ett höghus som ligger öster om Stadion på Svea artilleriregementes gamla kasernområde på Gärdet i Stockholm. Huset ligger i Kvarteret Svea artilleri som gränsar till bostadsområdet Starrbäcksängen. Byggnaden har blivit till ett välkänt landmärke i Gärdets stadsbild.

## Byggnadsbeskrivning
Tornet är ett flerbostadshus i cylinderformat. Byggnaden är 49,9 meter hög om 16 våningar med den översta våningen indragen. Svea torn uppfördes under åren 2006 till 2007 på uppdrag av Veidekke Bostad. Byggnaden innehåller 70 bostadsrättslägenheter. Lägenheterna har mellan 1,5 och 3 rum och är tårtbitsformade till följd av byggnadens cylinderform. Tornet har en fasadstruktur med saxade balkonger och smala granitpelare som bär upp takets utkragade skiva. Byggnaden ritades av ÅWL Arkitekter. Första inflyttningen skedde i december 2007. Området planlades och ritades av stadsplanearkitekten Aleksander Wolodarski.

## Detaljer

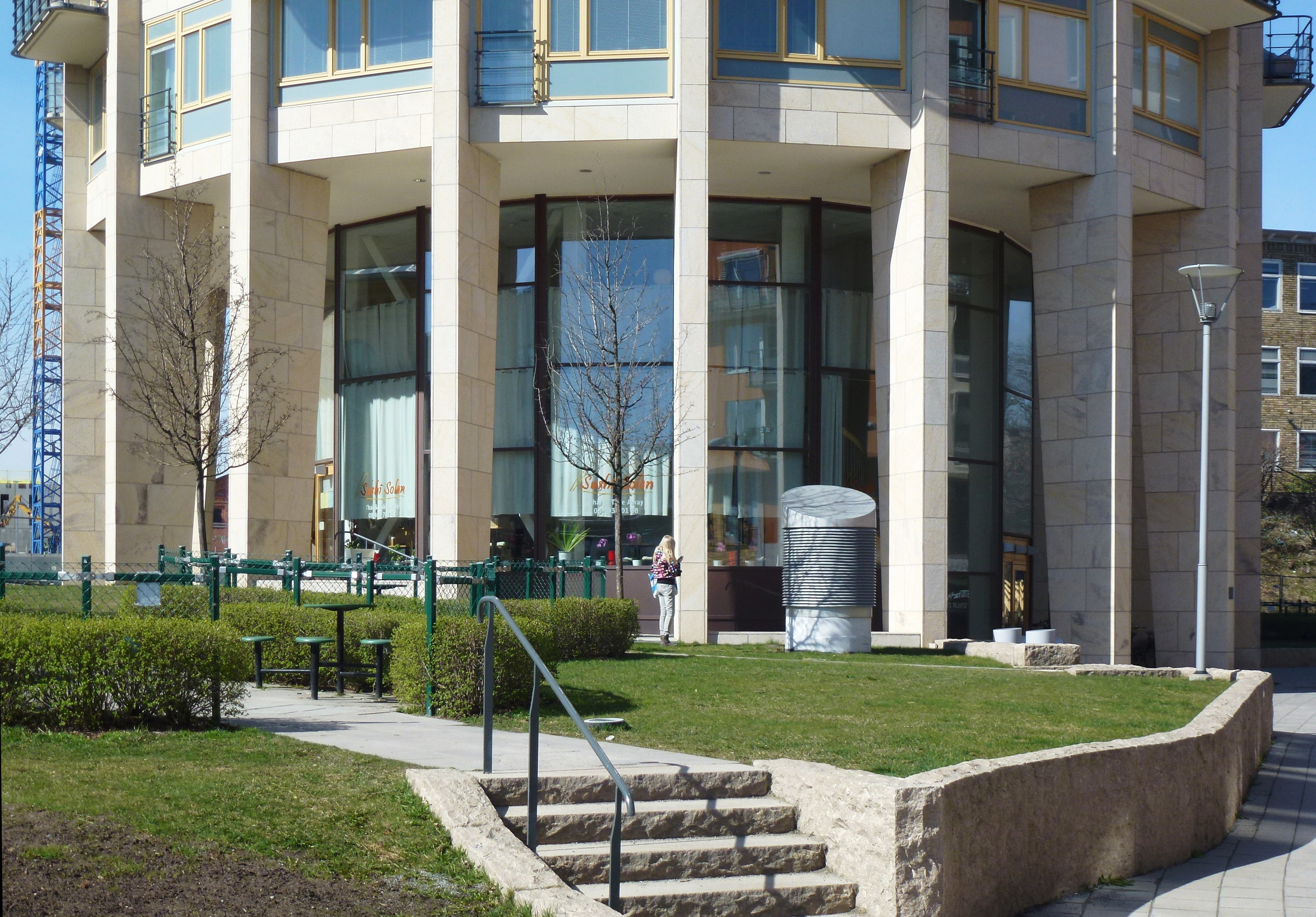
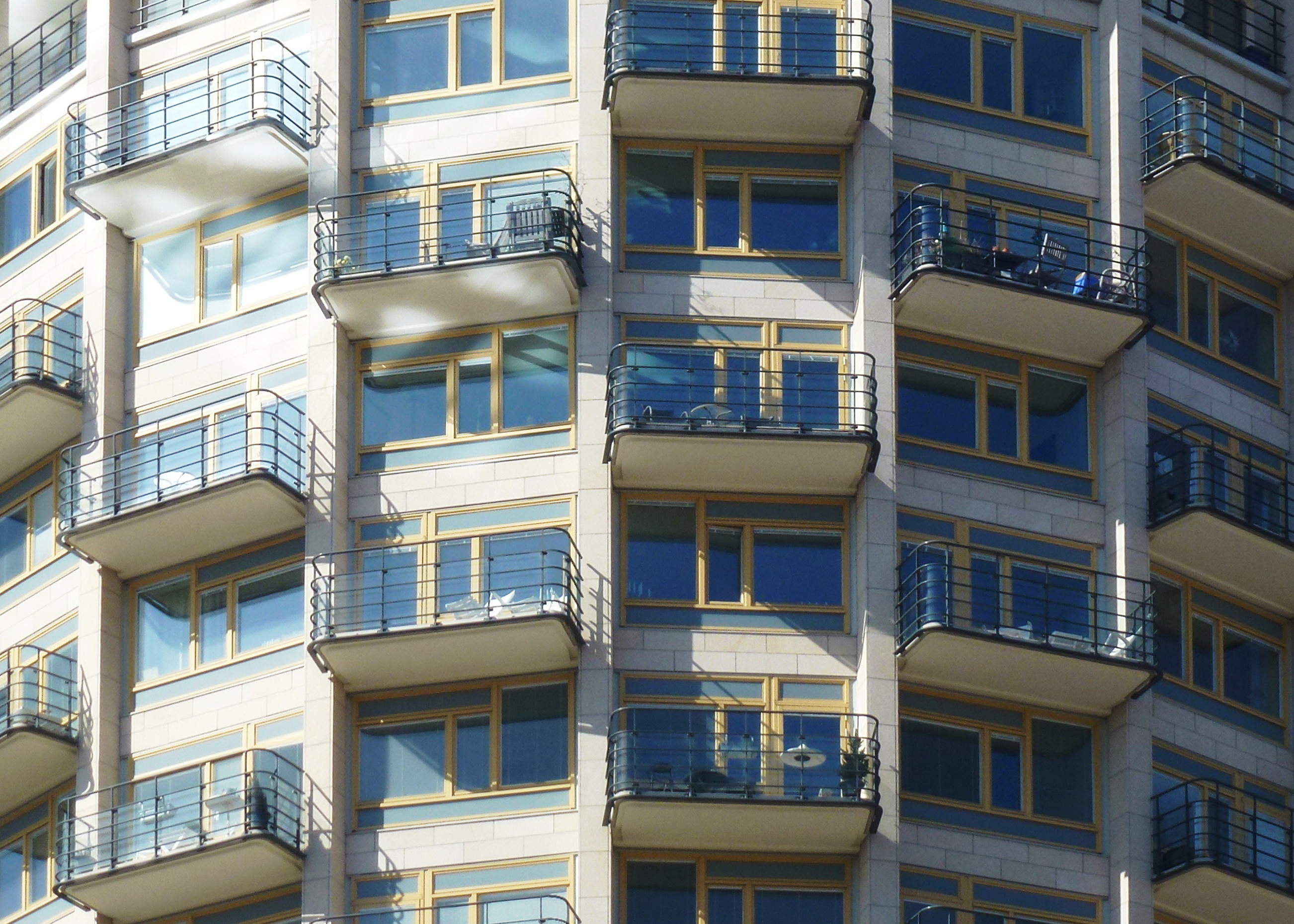
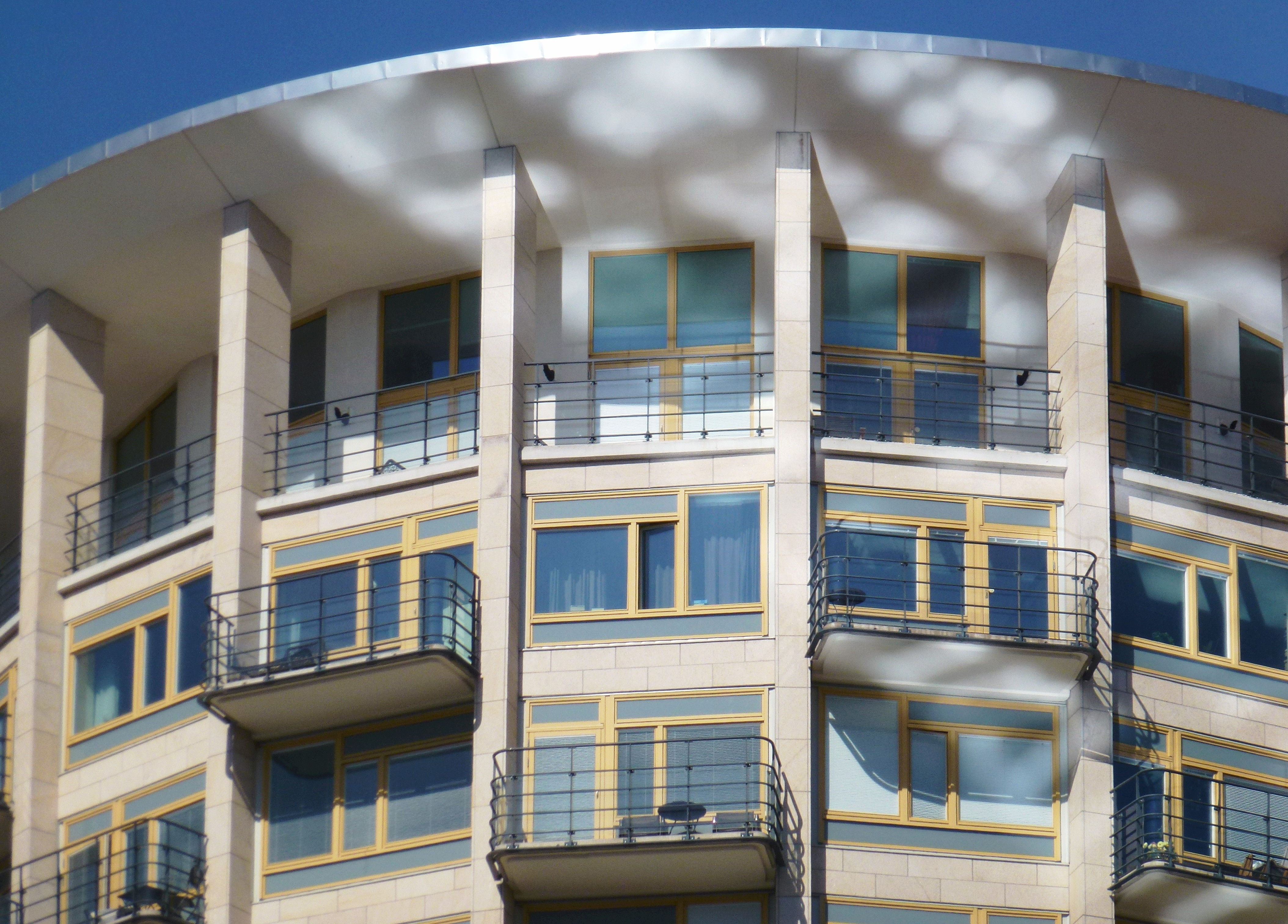
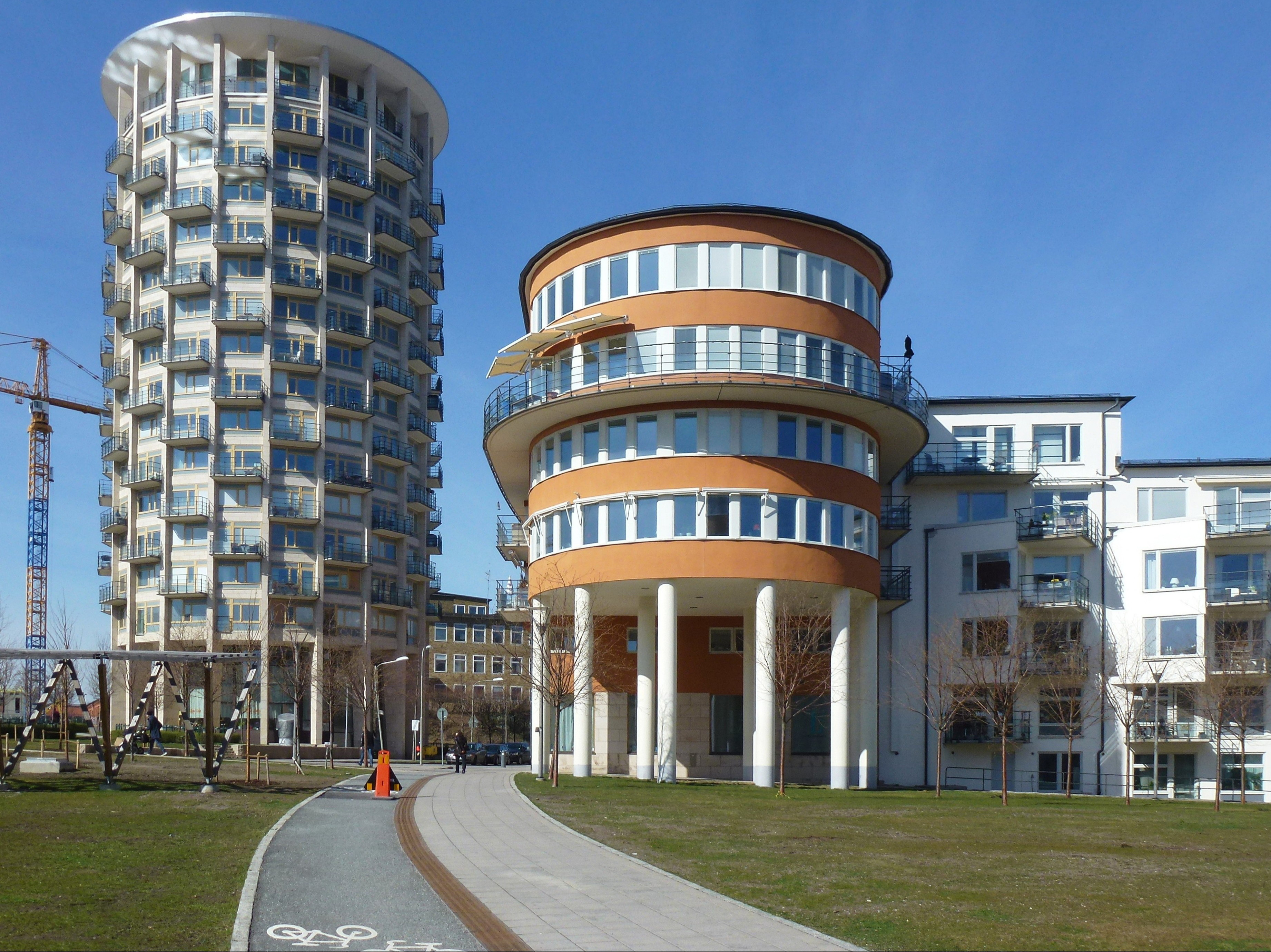